# Eduardo Rescigno
Prof. Eduardo Rescigno (Milano, 1931) è un musicologo, scrittore e commediografo italiano.

## Biografia
Ha insegnato come docente di storia della musica nel Conservatorio di Parma e nel Conservatorio di Como ed è considerato uno dei massimi studiosi ed esperti di Giuseppe Verdi e in genere della musica classica dell'Ottocento.
Si è occupato in particolare di divulgazione dell'opera lirica e di teatro musicale, con al suo attivo diversi saggi e libri. Per Casa Ricordi ha diretto una collana con le edizioni critiche di molti libretti d'opera.
Nell'ambito della divulgazione musicale è stato molto attivo in diverse collaborazioni ai programmi di sala del Teatro alla Scala di Milano e del Teatro La Fenice di Venezia.
Vive a Monza.
Nel 2021 ha donato la maggior parte della sua biblioteca costituita da circa 2.500 volumi specializzati in musica lirica e operistica, all'associazione Astrolabio APS di Vigevano (PV) con la denominazione di Fondo Eduardo Rescigno (FER). I volumi sono consultabili su appuntamento presso i locali della Diocesi di Vigevano (PV) oppure sul sito del Catalogo Unico Pavese.

## Opere
Fra i suoi lavori più noti si ricordano:
- Eduardo Rescigno, VivaVerdi. Dalla A alla Z Giuseppe Verdi e la sua opera, Milano, RCS Libri S.p.A., 2012, ISBN 9788858639023.
- Eduardo Rescigno, Dizionario belliniano, L'Epos, 1º gennaio 2009, ISBN 978-8883023934.
- Eduardo Rescigno, Una voce poco fa, 6ª ed., Milano, Hoepli, 2007,  550 frasi celebri del melodramma italiano, ISBN 9788820339210.
- Eduardo Rescigno, Alla ricerca di Penelope Mozart, collana Art Stories, Skira, 23 maggio 2007, ISBN 9788876246562.
- Eduardo Rescigno, Dizionario verdiano, collana Saggi, BUR, 7 marzo 2001, ISBN 9788817866286.
- Eduardo Rescigno, Dizionario rossiniano, collana Bur Dizionari, Rizzoli, 2 maggio 2002.
- Eduardo Rescigno, Dizionario belliniano, collana Harmonia mundi, L'Epos, 1º luglio 2009, ISBN 978-8883023934.
- Eduardo Rescigno, Dizionario pucciniano, Casa Ricordi, 24 febbraio 2004, ISBN 978-8875927677.
- Eduardo Rescigno, Lettere di Giuseppe Verdi, collana I Millenni, Einaudi, 23 ottobre 2012, ISBN 978-8806213534.
- Eduardo Rescigno, Trame e soggetti. 1010 opere dalle origini al 1950, collana La Ricordina, Ricordi Leggera, 17 settembre 2003, ISBN 978-8887018233.
- Eduardo Rescigno, Le trame dell'opera. Tutto sui 50 capolavori del teatro operistico, Ricordi Leggera, 11 novembre 2008, ISBN 978-8875928612.
- Eduardo Rescigno, Marianna Barbieri Nini. I mezzi-successi, le semi-cadute, le compiute sconfitte e i mancati trionfi di una grande cantante, collana Personaggi della musica, Zecchini, 2015, ISBN 978-8865401408.
- Eduardo Rescigno e Rubens Tedeschi, L'opera romantica: Weber, Bellini e Donizetti, in Grande Storia della Musica, Milano, Gruppo Editoriale Fabbri, 1983, ISBN 8288251037842.